# Bien immobilier
Ne doit pas être confondu avec Bien immeuble.
 (juillet 2025).
 (juillet 2025).

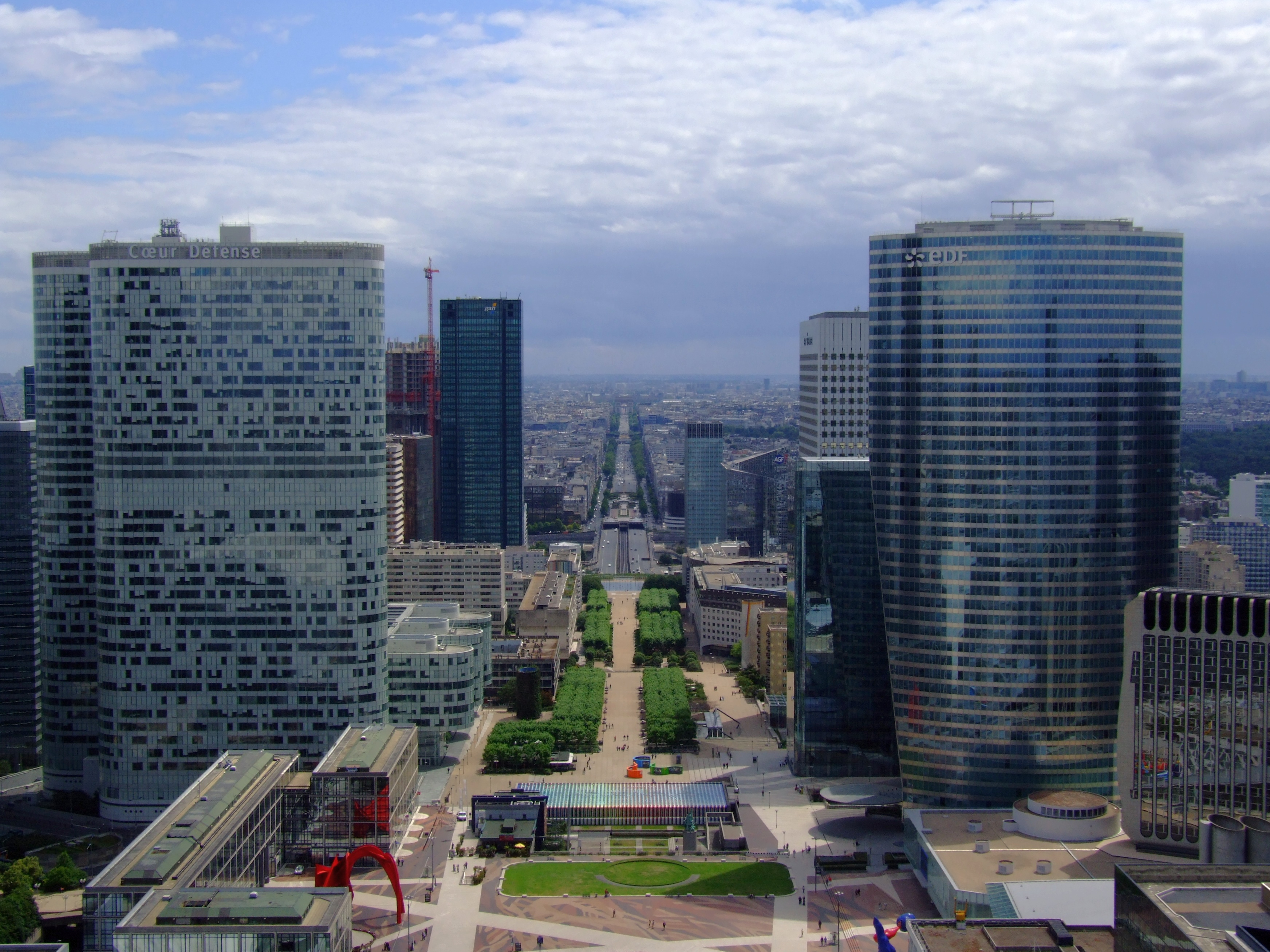
Le quartier parisien de la Défense en 2008.

Un bien immobilier  est un bien composé d'un fonds de terre, de construction(s) (notamment bâtiments, incluant tout mobilier incorporé à l'immeuble assurant son utilité (ex. : système de climatisation, luminaire, fournaise, aspirateur central, stores vénitiens/rideaux…), ouvrages à caractère permanent qui s'y trouvent et tout ce qui en fait partie intégrante, tels une tour de communication, pylône électrique, infrastructures de services urbains (ex. : aqueduc, égout pluvial, égout sanitaire…), route privée) et de ses ressources naturelles telles que les végétaux, les minéraux ou l'eau, tant qu'ils ne sont pas séparés ou extraits du fonds,,.
Un bien immobilier diffère des biens personnels, lesquels ne sont pas attachés en permanence au fonds de terre, comme les véhicules, les bateaux, les bijoux, les meubles, les outils et le roulant d'une ferme agricole.

## Droit immobilier
En droit immobilier, il existe quatre sortes d'immeubles :
- par nature (ex. : fonds de terre, construction ou ouvrage) ;
- par attache ou réunion (ex. : luminaires, système de climatisation) ;
- par l'objet dont :
  - le droit réel (ex. : hypothèque immobilière, l'emphytéose, la servitude ou la propriété de ces droits),
  - les actions (ex. : recours judiciaire concernant la reconnaissance, la protection et le libre exercice d'un droit réel immobilier tels la prise en paiement, la cession de droit, l'action en bornage, recours possessoires visant à obtenir la possession d'un immeuble) ;
- par la loi (ex. : différentes lois déterminant des droits de mutation, la fiscalité foncière et certaines règles fiscales déterminant des biens meubles comme étant un bien immeuble)[6].

Les biens immeubles sont définis :
- en droit français, aux articles 517 à 526 du Code civil[7] ;
- en droit civil du Québec (Canada), aux articles 900 à 904 du Code civil du Québec[8].

La propriété immobilière est composée fondamentalement d'un terrain. Il peut être non habité (ex. : érème) ou habité (ex. : anthropisé (écoumène)), construit ou non.

## Fonds de terre
Le fonds de terre se caractérise par un cadastre (état de la propriété foncière d'un territoire) ou par un territoire non organisé. Il est lié à :
- des droits fonciers (ex. : titres de propriété, titres miniers, titres hypothécaires, droits d'usage ou d'exploitation…) et des droits tréfonciers lorsqu'il existe un droit superficiaire (ex. : immeuble construit comportant une autre construction au-dessus du premier bâtiment) ;
- sa localisation (ex. : localisation géographique, désigné dans un territoire géographique, dans un schéma d'aménagement, dans un plan d'urbanisme, dans un zonage) ;
- la nature de son sol[9] ;
- son usage réel ou potentiel aux fins d'exploitation industrielle et commerciale (ex. : agricole, minière, entreposage, stationnement), activités récréotouristiques ou sans vocation propre. Le terrain peut être zonée, réglementée, ou loti pour du développement éventuel (ex. : résidentiel).

## Construction
Pour les articles homonymes, voir Construction (homonymie).

Image panoramique du gratte-ciel Tower 185 pendant la phase de construction dans la commune de Wald, située en Bavière, en Allemagne.

Le terme « construction » se réfère à :
- l'action de construire : assemblage d'éléments à bâtir ;
- l'action de déconstruire : démantèlement d'éléments bâtis ;
- un ouvrage (un bâti) fixe et pérenne ;
- un secteur d'activités économiques.

Le bâti sur un terrain peut être, notamment :
- un bâtiment lorsqu'il a un usage d'habitat qu'il soit résidentiel ou commercial (ex. : agricole, de détails, bureaux, industriel ou institutionnel) ;
- une infrastructure ou une structure lorsqu'il s'agit de bâtis n'ayant pas un usage d'habitat.

La construction d'un bâtiment ou d'une infrastructure requiert généralement :
- des ressources humaines, financières, matérielles, naturelles, informationnelles, des outils et de l'énergie ;
- de l'organisation du travail ;
- des droits de construire (ex. : licence, permis, règlementation, autorisation), le cas échéant.

Le bâti se caractérise notamment par :
- sa nature propre (ex. : structure, enveloppe et matériaux utilisés) ;
- son usage (ex. : usage mixte) ;
- sa localisation (ex. : urbain, rural, villégiature) ;
- sa nature économique et de droit (ex. : mode de détention) ;
- sa pérennité (ex. : construction temporaire).

Le bâti a une dépendance à la nature géologique et pédologique du site.

## Type de constructions (bâtiment ou infrastructure)
Les principaux types de construction sont :
- résidentielle :
  - unifamilial : résidence principal ou chalet ; maison mobile,
  - multifamilial : multiplex (ex. : duplex, triplex) et multi-logement (sans ou avec services, tel résidence pour aînés, centre d'hébergement de soins de longue durée (CHSLD), hôtel) en copropriété, locatif ou social ;
- commerciale : de détail, de bureaux, centre de loisirs et de sports (ex. : cinéma, colonie de vacances, centre d'entrainement physique) ;
- industrielle légère (ex. : atelier de réparation d'autos ou d'usinage, bâtiment industriel occupé par plusieurs petites entreprises) ou lourde (grossiste, manufacturier, entreposage, fonderie) ;
- de travaux publics (TP) : route, viaduc, pont, infrastructure publique (ex. : parc, pergola, vespasienne, monument, piscine publique, centre municipal de loisirs, installations olympiques) ;
- institutionnelle : hôpital, aérogare, gare, palais de justice, mairie, édifice à vocation religieuse, etc.

### Bâtiments

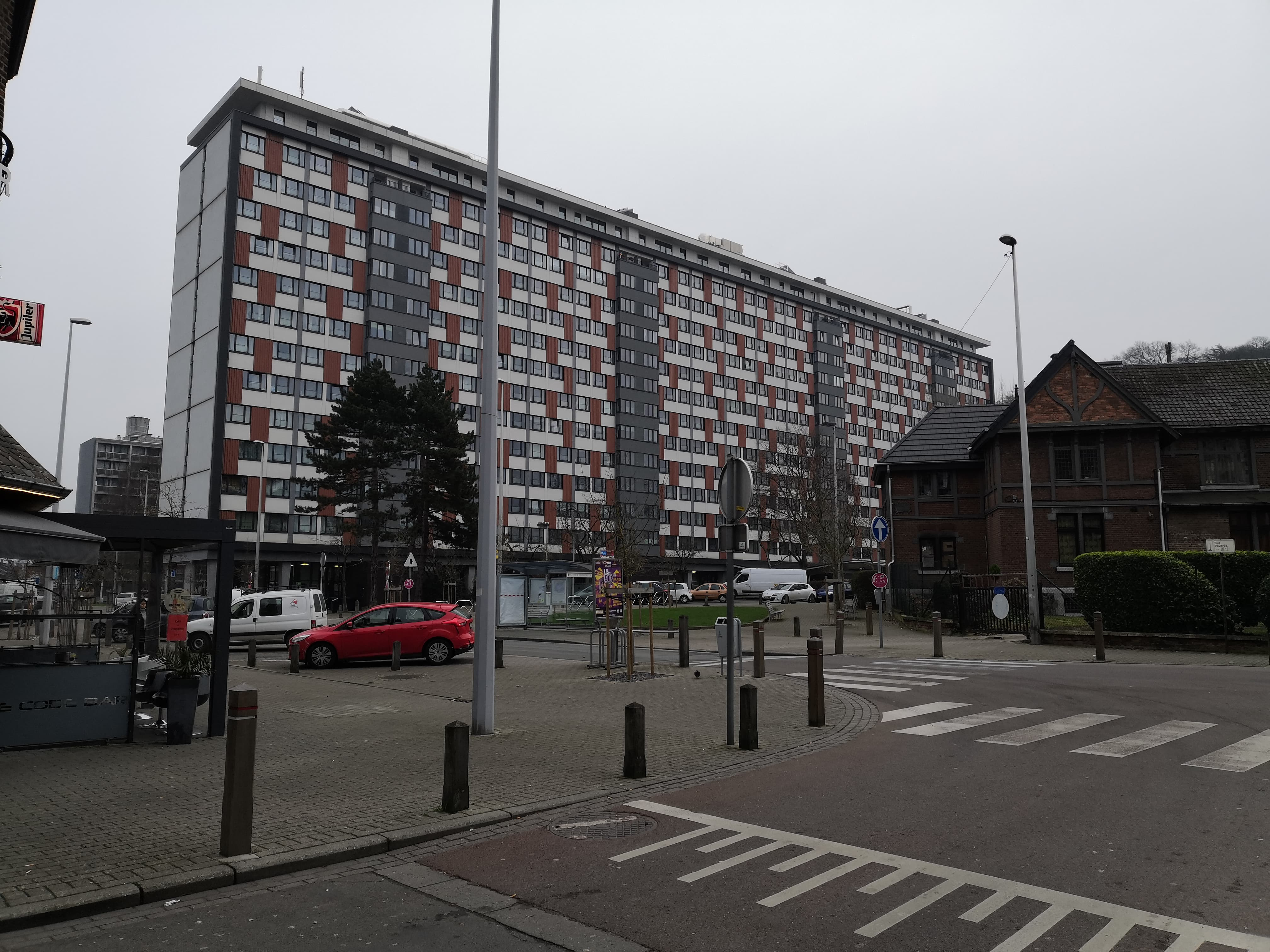
Immeuble à logements sociaux à Angleur (section de Liège), Belgique.
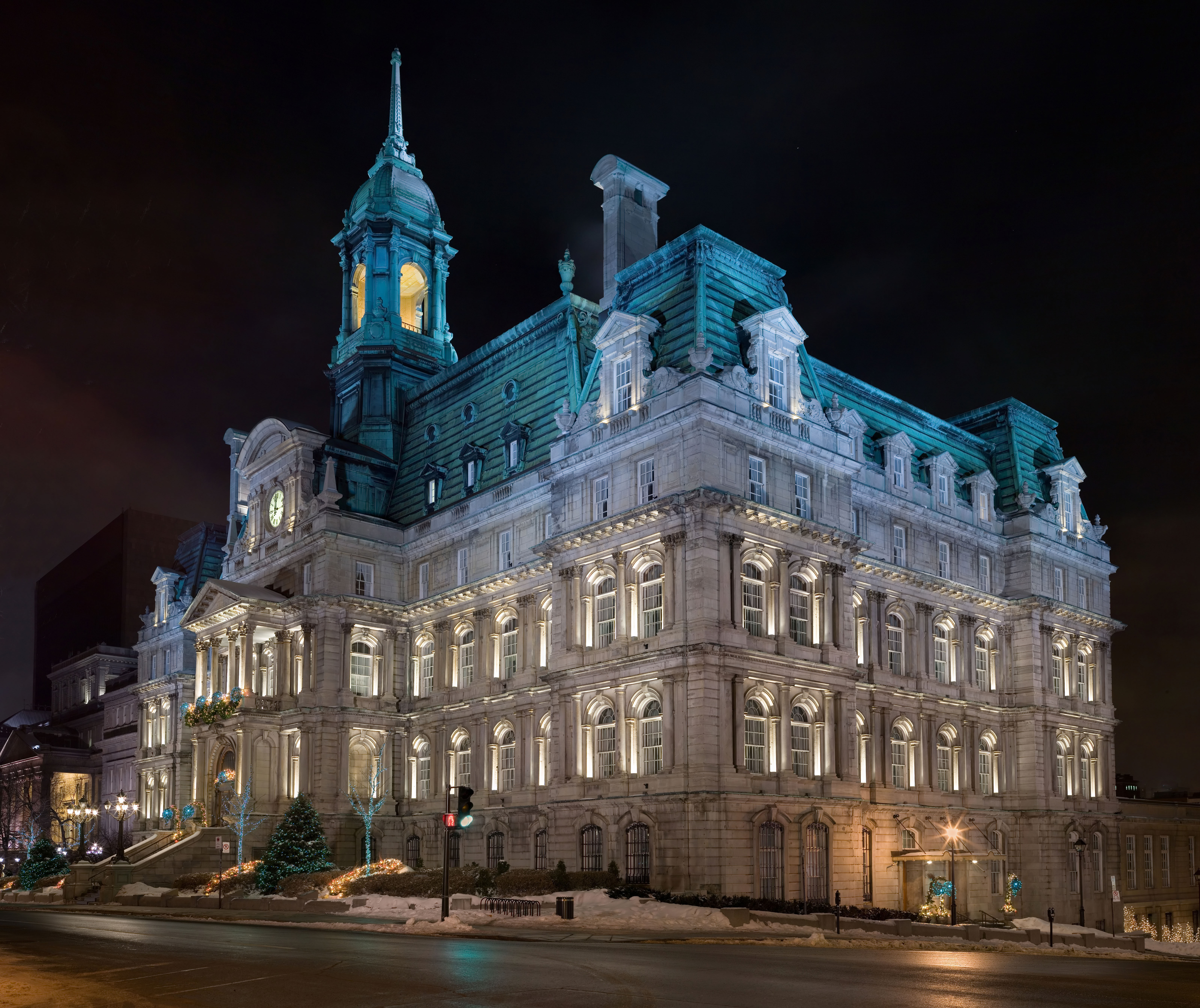
Hôtel de ville de Montréal (QC, Canada).
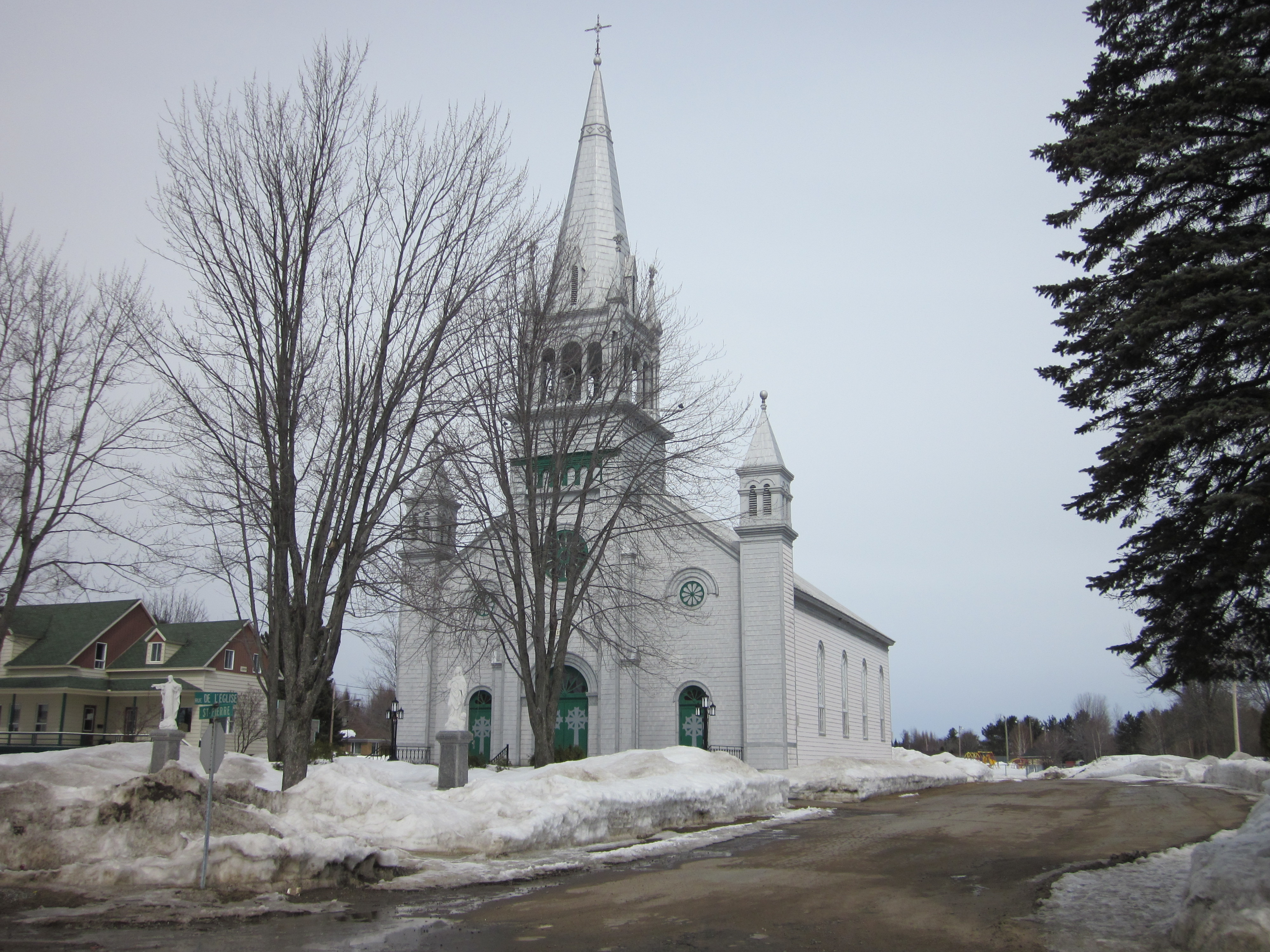
Église d'Hérouxville (QC, Canada).
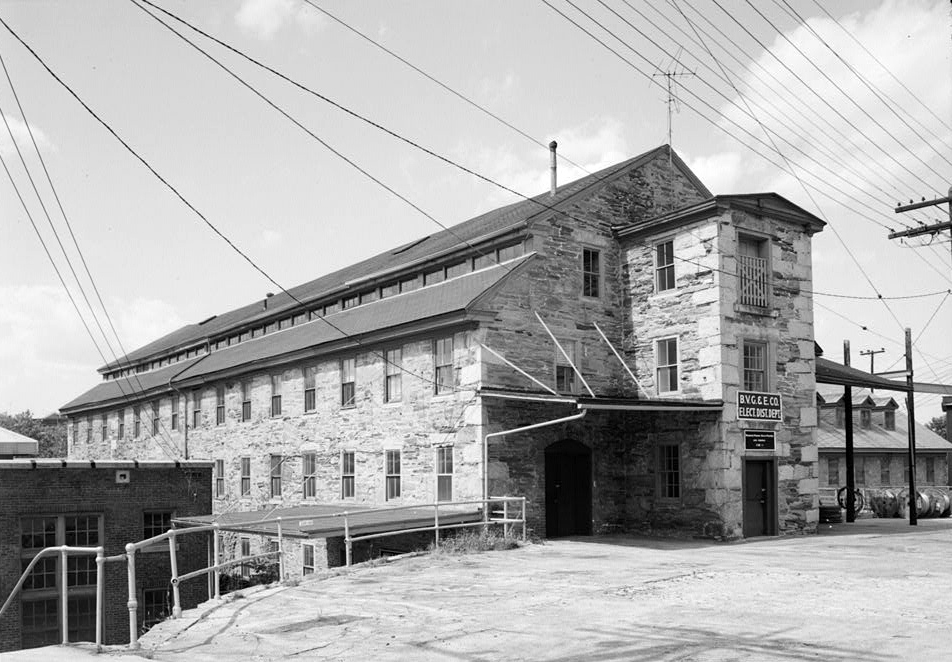
Usine Woonsocket no 1, Woonsocket, Rhode Island, États-Unis - Mai 1969.
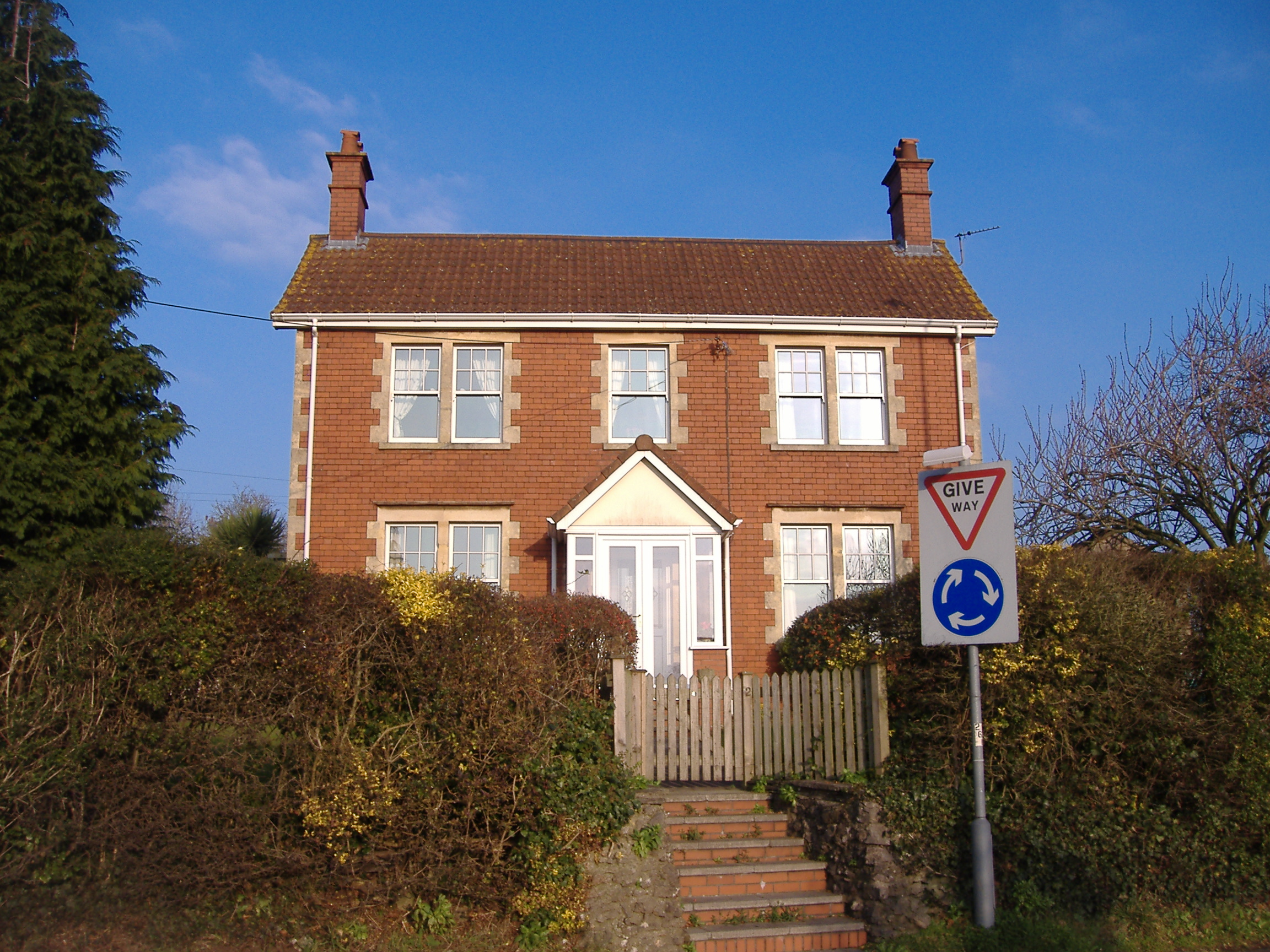
Un bien immobilier (maison) à Flax Bourton, en Angleterre.

### Infrastructures

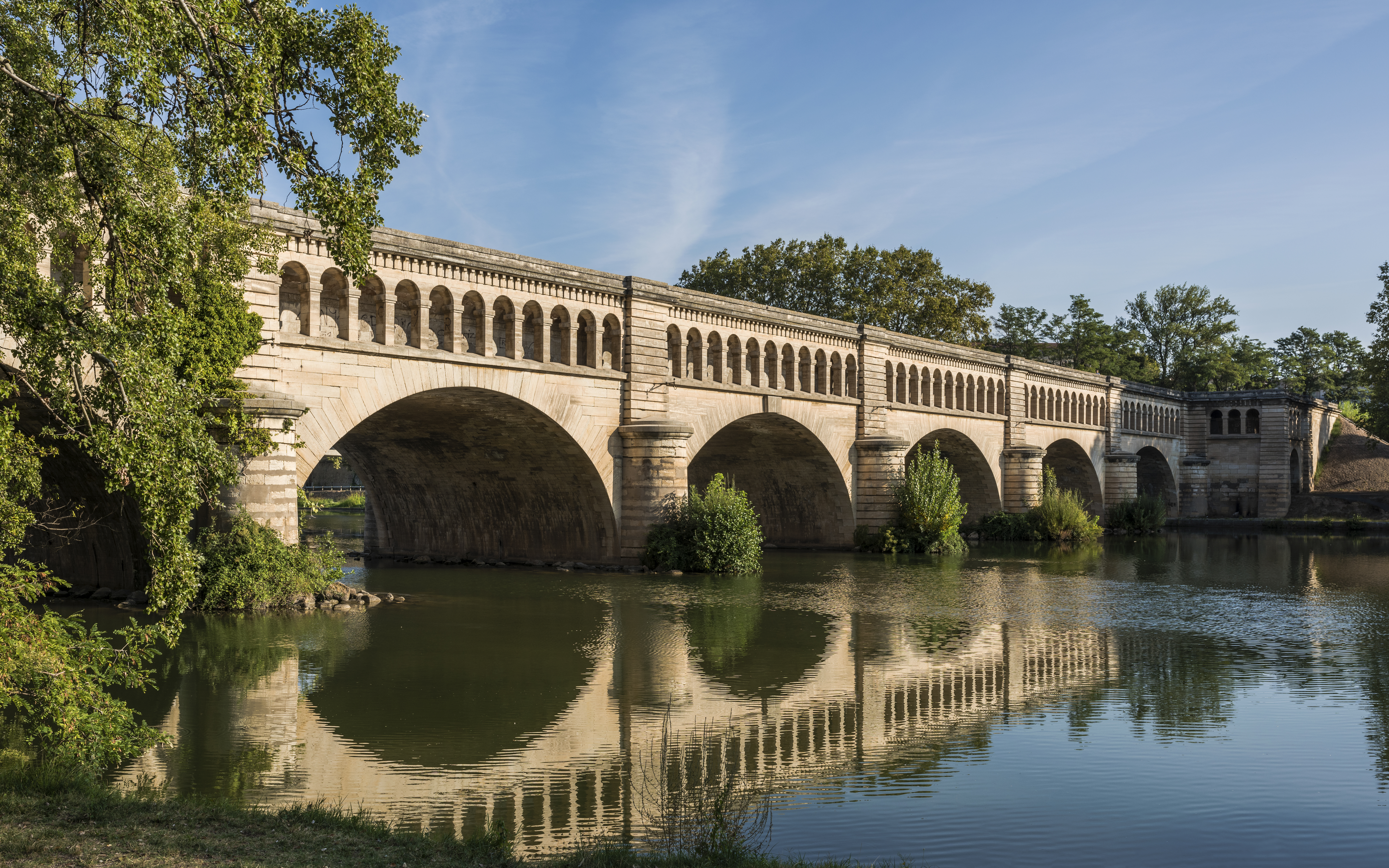
Pont-canal de l'Orb. Béziers, Hérault, France.
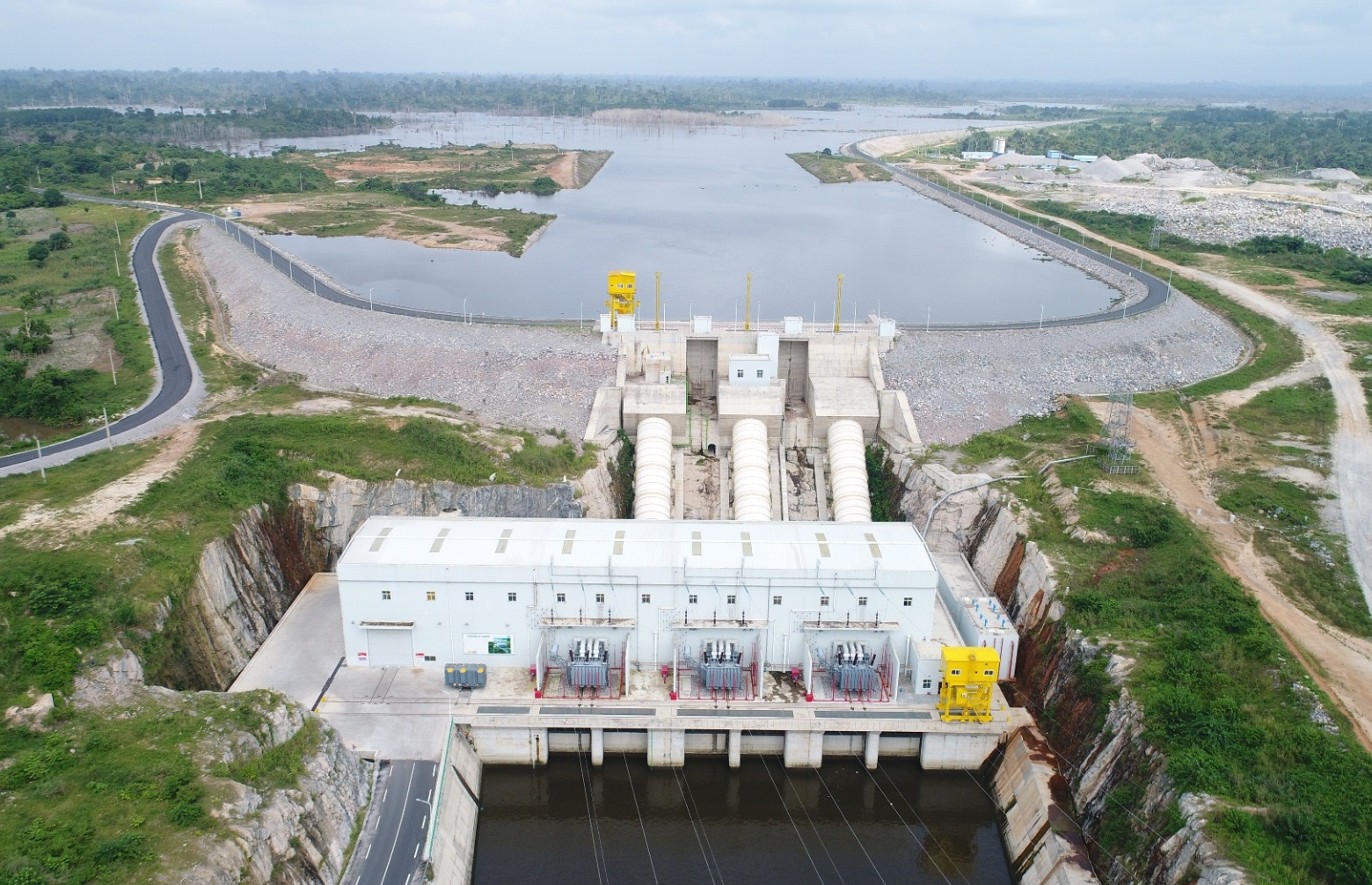
Barrage hydroélectrique de Soubré, Côte d'Ivoire.
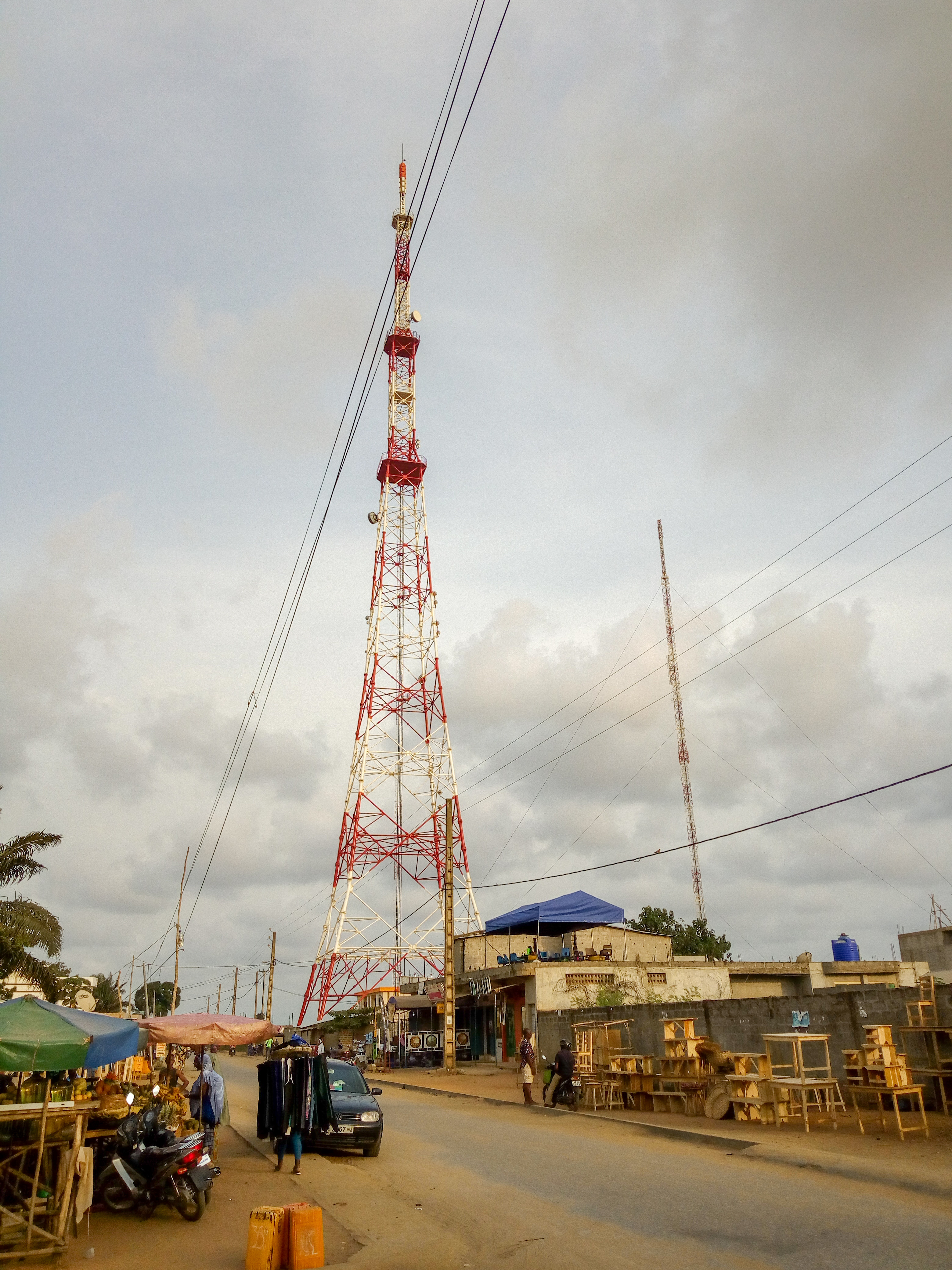
Pylône de radio diffusion de l'ORTB installé à Abomey-Calavi au Bénin.
« Short Final Runway 13 Right » - Aéroport international de Palm Springs, approche finale sur la piste 13R.
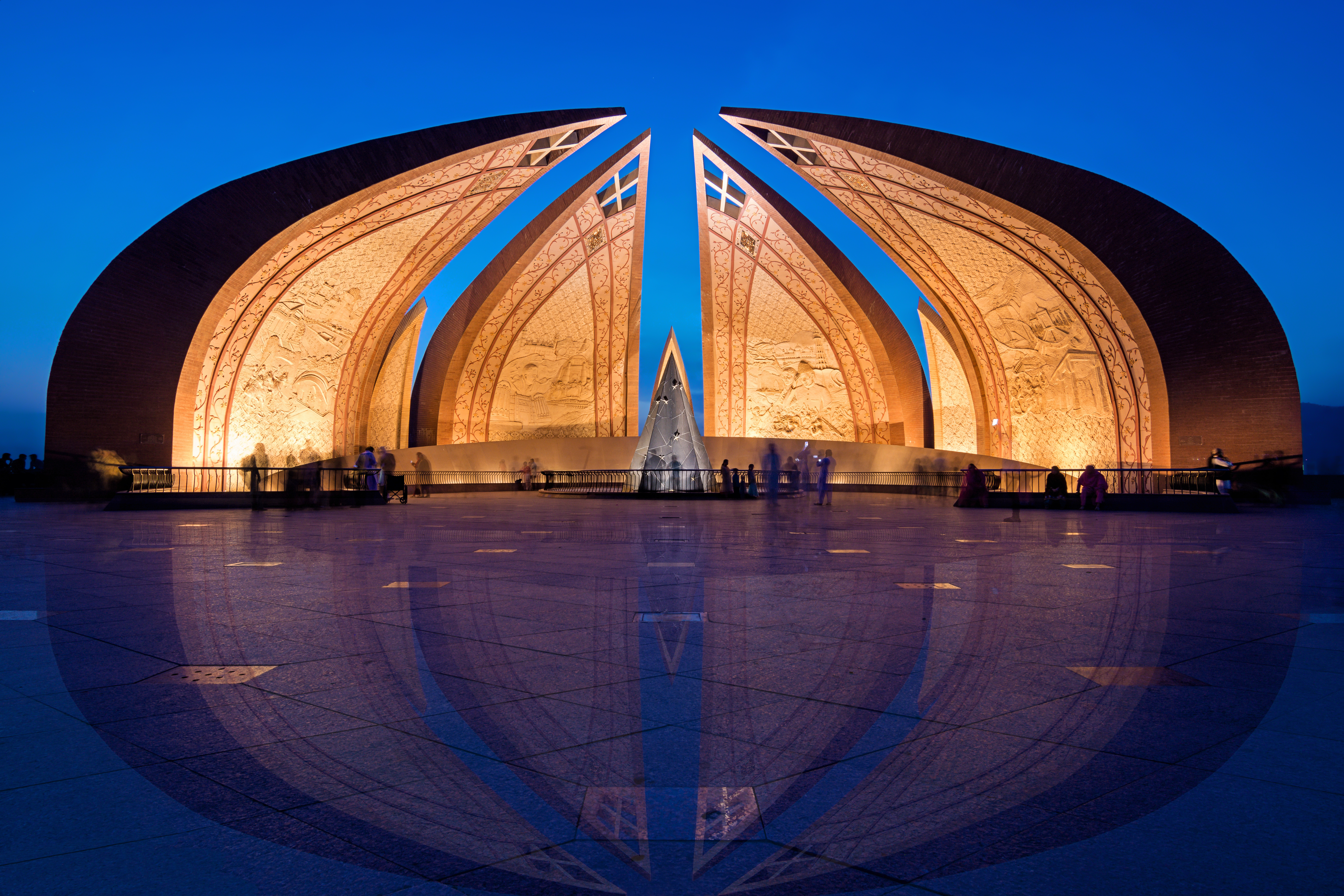
Monument du Pakistan à l'heure bleue, un monument national et musée du patrimoine situé à Islamabad, Pakistan.

## Crédit immobilier
Le crédit immobilier, ou prêt immobilier, est un emprunt destiné à financer tout ou une partie de l'acquisition d'un bien immobilier, de l'opération de construction, ou des travaux sur un tel bien. Lorsque le crédit est adossé à la garantie sur la valeur du bien, on parle alors de crédit hypothécaire.

## Activités en immobilier
L'activité en immobilier est une expression définissant et incluant toute activité commerciale ou privée ayant trait aux biens immobiliers. Le terme désigne communément les activités de gestion et transaction s'opérant sur ces biens, mais il touche également de nombreuses activités connexes telles que le logement, la construction, la promotion, le conseil, l'urbanisme, l'architecture, la gérance, l'évaluation… Le droit et la finance sont des domaines d'activité indispensables au fonctionnement du marché de l’immobilier.